# 惠特利縣 (肯塔基州)
惠特利县（英語：Whitley County）是位於美國肯塔基州東南部的一個縣，南鄰田納西州。面積1,153平方公里。根據美國2000年人口普查，共有人口35,865人。縣治威廉斯堡 (Williamsburg)。
成立於1818年1月7日。縣名紀念在泰晤士河之役陣亡的志願兵威廉·惠特利。。